# ژان گوژون
ژان گوژون (فرانسوی: Jean Goujon‎; ۲۱ آوریل ۱۹۱۴ – ۲۸ آوریل ۱۹۹۱) دوچرخه‌سوار اهل فرانسه بود.
وی در مسابقات کشوری و بین‌المللی در مجموع برندهٔ ۱ مدال طلا شده‌است.